# بیشک (ورزقان)
بیشک یکی از روستاهای استان آذربایجان شرقی است که در دهستان جوشین بخش خاروانا شهرستان ورزقان واقع شده‌است. این روستا در بهار سال ۱۳۸۸ دارای ۱۲ خانوار ساکن بوده‌است. نام این روستا در زبان ترکی آذربایجانی با تلفظ بِشَّک (Beşşəh) از ریشهٔ لغت بشیک (Beşik) به معنای گهواره می‌باشد.
توجه به این نکته لازم است که در بخش ورزقان دو روستای مختلف با نام بیشک وجود دارد که با یکدیگر فرق دارند و گاهی با هم اشتباه گرفته می‌شوند؛ یکی همین روستای بیشک تابع بخش خاروانا و دهستان جوشین (موضوع همین صفحهٔ جاری) است و دیگری روستای بیشک تابع بخش مرکزی ورزقان و دهستان ازومدل جنوبی که در سال ۸۱ به نام سردارکندی تغییر نام یافت. 
)، پنیر و لبنیات و ... .
یکی از شخصیت‌های مشهور این منطقه میرزا فرامرز عبداله یان می باشد .تقریباً از سال ۱۳۳۸ تشکیل مکتب‌خانه و آموزش کتاب‌های ابتدایی به عنوان کتاب اول، دوم، سوم و یا جزوهٔ قرآنی،گلستان سعدی، احسن المراسلات و کتاب  اِكْسیرُ الْعبادات فی اَسْرارِ الشّهادات در ترکی مشهور به قمری و در نهایت تکمیلی آموزش کامل قران با ترجمهٔ ترکی و فارسی آغاز کردن که از روستاهای دیگر از جمله کبود گنبد، لاری و غیره دعوت و آغاز به تدریس نمودن که در آن زمان حضور معلم و روش آموزش نوین در این منطقه نبود که بعد از درخواست ایشان با همکاری اهالی مدرسه ساخته و از طرف آموزش پرورش آن زمان در خواست مدرس جهت آموزش گردید
و از سال ۱۳۴۲ همراه معاون رئیس پایگاه ژاندارمری خاروانا به عنوان میرزا به روستاهای ونستان، ملک تالش، کرنگان (ورزقان) آستمال، آوانسر اوغلو احمدآباد پیربلاغی نمنک اننیق اشتبین، ییلاقی شتبین قلام موسن قره‌چیلر، کردشت، دوزال، نوردوز، سیه رود، ایری سوفلا، بورودرق خانه، سر کومارسوفلا کومارعلیا دستجرد ملك  قضات لیلاب دهستان جوشین گال یئنگیجه سیقای نیگارستان و روستای عویلقی جهت رسیدگی به شکایات مردمی و تشکیل پرونده سفر نموده است 
بخاطر داشتن قلم خوب و کاتبی و لقب میرزا فرامرز شهرت یافته است .
منابع:Abdollahyan1358